# سفارت کانادا در واشینگتن
سفارت کانادا در واشینگتن (به انگلیسی: Embassy of Canada) یک منطقهٔ مسکونی در ایالات متحده آمریکا است که در واشینگتن، دی.سی. واقع شده‌است.